# Jupiter NFI
Jupiter Narodowy Fundusz Inwestycyjny SA (wcześniej 3 NFI S.A.) – spółka akcyjna notowana na Giełdzie Papierów Wartościowych w Warszawie.
Jeden z największych Narodowych Funduszy Inwestycyjnych. W marcu 2000 r. przejął majątek 11 NFI S.A. Po połączeniu nazwę zmieniono na Jupiter.
Na dzień 30.10.1996 w skład Portfela Większościowego Trzeciego Narodowego Funduszu Inwestycyjnego wchodziły następujące spółki:
1. Huta „Pokój” SA (Ruda Śląska)
2. Zakłady Tworzyw Sztucznych „ERG” SA (Pustków)
3. Przedsiębiorstwo Przemysłu Spożywczego „PEPEES” SA (Łomża)
4. Zakłady Gumowe Górnictwa SA (Bytom, ul. Szyby Rycerskie)
5. Odlewnia Żeliwa SA (Zawiercie, ul. Leśna 10)
6. Rawskie Zakłady Mięsne „RAWA” SA (Rawa Mazowiecka)
7. Rybnicka Fabryka Maszyn „RYFAMA” SA (Rybnik)
8. „WROZAMET” SA (Wrocław, ul. Żmigrodzka 134)
9. Zielonogórskie Fabryki Mebli  „ZEFAM”SA (Zielona Góra)
10. Przedsiębiorstwo Handlowo-Wytwórcze „POSTI” SA (Warszawa, ul. Gżegżółki 4)
11. „Agromet-Jawor” Zakłady Kuziennicze Maszyn Rolniczych SA (Jawor ul. Kuziennicza 4)
12. Fabryka Wagonów „Świdnica” SA (Świdnica)
13. Łukowskie Zakłady Przemysłu Skórzanego „Łukbut” SA (Łuków)
14. Zakłady Naprawcze Taboru Kolejowego w Oleśnicy SA (Oleśnica ul. Moniuszki 20)
15. „Elektromontaż” Wrocław SA (Wrocław ul. Swobodna 33)
16. Dolnośląskie Zakłady Wyrobów Papierowych „DOLPAKART” SA (Chojnów, ul. Okrzei 6)
17. Bialskie Fabryki Mebli SA (Biała Podlaska, ul. Sidorska 83)
18. Fabryka Armatur „Głuchołazy” SA (Głuchołazy ul. Kolejowa 5)
19. Przedsiębiorstwo Przemysłu Zbożowo-Młynarskiego „PZZ” Dzierżoniów SA (Dzierżoniów ul. Batalionów Chłopskich 11)
20. Wrocławskie Przedsiębiorstwo Budownictwa Przemysłowego Nr 2 „WROBIS” SA (Wrocław ul. Szewska 3)
21. Drukarnia Wydawnicza im. W. L. Anczyca SA (Kraków, Wadowicka 8)
22. Zakłady Mięsne ELMEAT SA (Elbląg, Żeromskiego 2)
23. Pabianickie Zakłady Środków Opatrunkowych „PASO” SA (Pabianice)
24. Wrocławskie Zakłady Wyrobów Papierowych SA (Wrocław, ul. Kościuszki 142)
25. Zakłady Przemysłu Jedwabniczego „NOWAR” SA (Nowa Ruda)
26. Przedsiębiorstwo Robót Górniczych „ROW” SA (Jastrzębia Zdrój, ul. Kasztanowa 2)
27. Zakłady Naprawcze Taboru Kolejowego w Gliwicach SA (Gliwice ul. Błogosławionego Czesława 13)
28. Rybnickie Przedsiębiorstwo Budowlano-Inżynieryjne SA (Rybnik ul. 3 Maja 30)
29. Gdyńskie Przedsiębiorstwo Budownictwa Przemysłowego SA (Gdynia, ul. Śląska 53)
30. Zakłady Mięsne „Karczew” SA w upadłości (Karczew)
31. Huta Szkła Okiennego „Ząbkowice” SA w upadłości (Dąbrowa Górnicza ul. Armii Krajowej 12)
32. Przedsiębiorstwo Spożywcze Chłodnia Ełk SA w upadłości (Ełk, ul. Suwalska 58)
33. Lubuskie Zakłady Przemysłu Skórzanego „Carina” SA (Gubin ul. Budziszyńska 4)
34. Przedsiębiorstwo Produkcyjno-Handlowe „Bawmox” SA (97-310 Moszczenica, ul. Dworocwa 16)